# Araneus ferganicus
Araneus ferganicus är en spindelart som beskrevs av Bakhvalov 1983. Araneus ferganicus ingår i släktet Araneus och familjen hjulspindlar. Inga underarter finns listade i Catalogue of Life.